# Toreros de San Diego
Les Toreros de San Diego (en anglais : San Diego Toreros) sont un club omnisports universitaire de l'université de San Diego situé à San Diego en Californie. Les équipes des Toreros participent aux compétitions universitaires organisées par la National Collegiate Athletic Association. La plupart des équipes de l'université évoluent au sein de la West Coast Conference, mais l'équipe de football américain évolue dans la Pioneer Football League.

## Sports représentés
| Hommes (8)                   | Femmes (9)        |
| Aviron                       | Athlétisme†       |
| Baseball                     | Aviron            |
| Basket-ball                  | Basket-ball       |
| Cross-country                | Cross-country     |
| Football américain           | Natation/Plongeon |
| Golf                         | Soccer            |
| Soccer                       | Softball          |
| Tennis                       | Tennis            |
| 0                            | Volley-ball       |
| † – Athlétisme en plein air. |                   |

## Palmarès

### Football américain
- Champions de conférence :

San Diego a remporté onze titres de conférence dont quatre partagés (†) :
| Saison | Conférence              | Entraîneur        | Bilan global (V-D-N) | Bilan de conférence (V-D-N) |
| ------ | ----------------------- | ----------------- | -------------------- | --------------------------- |
| 2005   | Pioneer Football League | Jim Harbaugh      | 11–1–0               | 4–0–0                       |
| 2006   | Pioneer Football League | Jim Harbaugh      | 11–1–0               | 7–0–0                       |
| 2007†  | Pioneer Football League | Ron Caragher (en) | 9–2–0                | 6–1–0                       |
| 2011†  | Pioneer Football League | Ron Caragher (en) | 9–2–0                | 7–1–0                       |
| 2012†  | Pioneer Football League | Ron Caragher (en) | 8–3–0                | 7–1–0                       |
| 2014   | Pioneer Football League | Dale Lindsey (en) | 9–3–0                | 7–1–0                       |
| 2015†  | Pioneer Football League | Dale Lindsey (en) | 9–2–0                | 7–1–0                       |
| 2016   | Pioneer Football League | Dale Lindsey (en) | 10–2–0               | 8–0–0                       |
| 2017   | Pioneer Football League | Dale Lindsey (en) | 10–3–0               | 8–0–0                       |
| 2018   | Pioneer Football League | Dale Lindsey (en) | 9–3–0                | 8–0–0                       |
| 2019   | Pioneer Football League | Dale Lindsey (en) | 9–3–0                | 8–0–0                       |

### Palmarès des autres sports
| Compétitions nationales                                                  | Tournois |
| ------------------------------------------------------------------------ | --- |
| Section masculine - Championnat de la NCAA de soccer - Finaliste : 1992. | Section masculine - Tournoi de la WCC de baseball (en) (5) - Vainqueur : 2002, 2003, 2007, 2008 et 2013. - Tournoi de la WCC de basket-ball (en) (2) - Vainqueur : 2003 et 2008. - Finaliste : 1994. Section féminine - Tournoi de la WCC de basket-ball (en) (3) - Vainqueur : 1993, 2000 et 2008. - Finaliste : 2009, 2013 et 2018. |